# Göteborg Plads
Göteborg Plads er en plads i Århusgadekvarteret i Nordhavnen i København, der ligger omkring kontorhøjhuset Portland Towers ved Sandkaj. Pladsen er opkaldt efter den svenske havneby Göteborg. Pladsen blev etableret sammen med byggerierne omkring den i løbet af 2013-2016.

## Historie og bebyggelse
Pladsen ligger ligesom resten af Århusgadekvarteret i et område, der indtil 2014 var en del af Københavns Frihavn med begrænset adgang for offentligheden. I forbindelse med områdets ophør som frihavn var det imidlertid blevet besluttet at omdanne det til en ny bydel med boliger og erhverv, hvilket blandt andet medførte anlæg af flere nye gader og pladser, heriblandt denne. Københavns Kommunes Vejnavnenævnet ønskede at følge traditionen med at give gadenavne efter et bestemt tema, i dette tilfælde internationale havnebyer. Indstillingen blev godkendt på Teknik- og Miljøudvalgets møde 21 januar 2014 med virkning fra 1. marts 2014, hvor den nye plads, der havde haft arbejdsnavnet Silo Plads, officielt fik navnet Göteborg Plads.
Pladsen kom til at ligge i et område, der endnu i 2012 lå halvøde hen om end med lagerbygninger i nabolaget, der imidlertid efterfølgende blev fjernet. Kun dobbeltsiloerne, der var blevet opført af Aalborg Portland i 1979 til opbevaring af cement, stod for en stund alene tilbage som et minde om tidligere tider. De blev nu ombygget til to 59 meter høje kontorhuse af Ejendomsselskabet Portland Towers efter tegninger af Design Group Architects i 2013-2014. Rent praktisk blev de nye Portland Towers til ved, at kontorerne blev sat udenpå de øvre dele af siloerne. Derved får medarbejderne en god udsigt over kvarteret og København i øvrigt. Det ene af tårnene huser Tysklands ambassade, der flyttede dertil fra Stockholmsgade 1. marts 2018.
Portland Towers er pladsens altdominerende midtpunkt, men der er også blevet bygget på de omkringliggende sider. På den vestlige side opførte PenSam således karreen Provianthuset til bolig og erhverv tegnet af Henning Larsen Architects i 2015-2016. På den østlige side opførte AP Pension og KPC karreen Harbour Park efter tegninger af Danielsen Architecture i 2014-2015. Karreen er opført i teglsten med brune og røde nuancer og med fælles have i gårdrummet. Mod nord ved den tilstødende Hamborg Plads er det tanken, at der skal ligge et erhvervsbyggeri, der blandt andet kommer til at indeholde en biograf.
Selve pladsen er tænkt som kvarteret aktivitetsplads, hvor der kan afholdes mere pladskrævende arrangementer, for eksempel markedsdage eller juletræssalg. Desuden bruges den som start/målområde for motionsløb. På den sydlige del af pladsen er der opsat flere betonelementer til leg, der er formet som sandbunker inspireret af dengang Sandkaj blev benyttet til oplag af sand. Derudover er der en række plantebede med fyrretræer og lærketræer.
På den sydlige side flyder pladsen sammen med Sandkaj. Her blev det i efteråret 2015 besluttet at anlægge en brygge langs med kajkanten ved Nordbassinet. Sandkaj Brygge som den kaldes stod færdig i 2017, er udført i træ og er 400 m lang og mellem 5 og 12 m bred. Ideen med bryggen er at den skal fungere som et åbent byrum med rekreative faciliteter, og så alle kan få direkte adgang til vandet, der netop er et af Århusgadekvarteret kendetræk. Desuden er der etableret en flydende facilitet for udlejning af kajakker udfor bryggen, hvorfra folk for eksempel kan sejle til Svanemøllehavnen og Kalkbrænderihavnen. Derudover er der etableret en badezone udfor Göteborg Plads.